# NGC 1449
NGC 1449 é uma galáxia lenticular (S0) localizada na direcção da constelação de Eridanus. Possui uma declinação de -04° 08' 17" e uma ascensão recta de 3 horas, 46 minutos e 03,0 segundos.
A galáxia NGC 1449 foi descoberta em 9 de Outubro de 1864 por Heinrich Louis d'Arrest.